# Oscar Gustave Rejlander

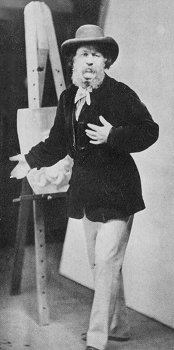
Oscar Rejlander

Oscar Gustave Rejlander (* 19. Oktober 1813 in Stockholm; † 18. Januar 1875 in Clapham, London) war ein schwedisch-britischer Maler und Pionier der künstlerischen Fotografie im Viktorianischen Zeitalter.

## Leben
Rejlander war der Sohn von Carl Gustaf Rejlander, einem Steinmetz und schwedischen Offizier. Er studierte Kunst in Rom, wo er Fotografien der berühmten Bauten sah. Nach dem Umzug nach Lincoln in England gab er seinen Beruf als Maler auf, um Fotograf zu werden, nachdem er gesehen hatte, wie akkurat eine Fotografie die Falten einer Manschette abbilden konnte. Nach anderen Aussagen wurde er von einem Assistenten Fox Talbots inspiriert.

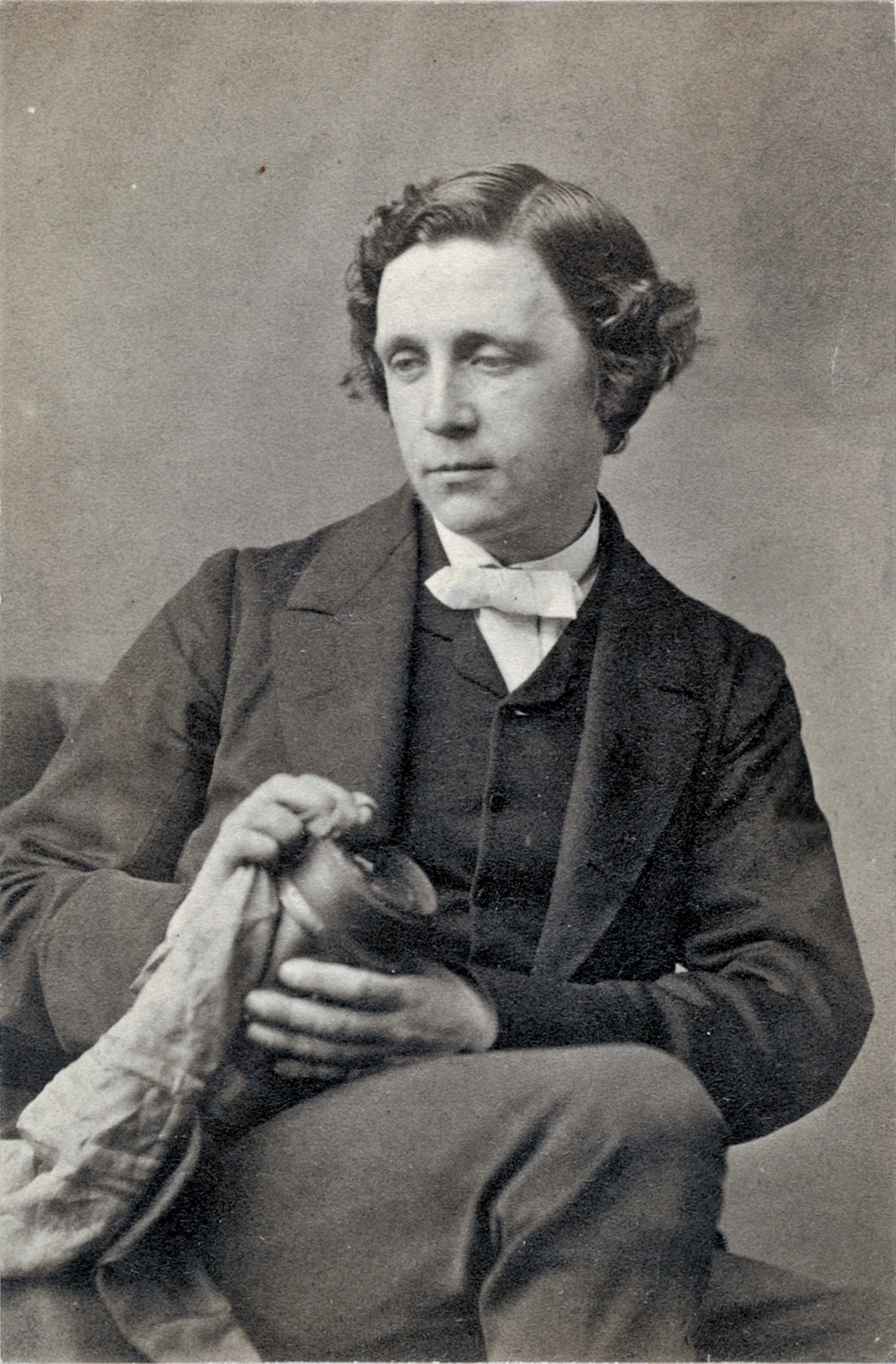
Lewis Carroll, 1863

Um 1846 begann Rejlander als Porträtfotograf in Wolverhampton zu arbeiten. Um 1850 lernte er das Kollodium-Nassplatten-Verfahren und den schnellen Wachspapierprozeß (vgl. →Kalotypie) bei Nicholas Henneman in London kennen und eröffnete um diese Zeit ein Porträtstudio. Er machte unter anderem erotische Aufnahmen, wobei seine Modelle die Zirkusmädchen von Mme Wharton und Straßenkinder sowie Kinderprostituierte waren – seine Charlotte-Baker-Serie war bekannt.
Rejlander unternahm viele Experimente, um seine Darstellungen zu perfektionieren, eingeschlossen das „combination printing“ um 1853, das er möglicherweise erfunden hat. Er war ein Freund des Mathematikers Charles Lutwidge Dodgson, besser bekannt unter seinem Künstlernamen als Literat und Fotograf, Lewis Carroll, der Rejlanders frühe Kinderaufnahmen sammelte und mit ihm über technische Probleme korrespondierte. Rejlander schuf 1863 eine der bekanntesten und am besten gelungenen Porträtaufnahmen Carrolls.
Sein frühes Werk entsprach nicht ganz dem seines späteren anerkannten Schaffens, doch er nahm schon im Jahr 1855 an der Pariser Weltausstellung teil. 1857 schuf er sein bekanntestes Werk, das allegorische Foto The Two Ways of Life. Es war eine Fotomontage aus 32 Bildern, die mit den damaligen technischen Möglichkeiten schwierig auszuführen war und deren Anfertigung etwa sechs Wochen dauerte. Sie wurde zuerst auf der „First Manchester Art Treasures Exhibition“ 1857 ausgestellt.

The Two Ways of Life, 1857

Die partielle Nacktheit einiger Figuren des Bildes wurde von manchen Kritikern als indezent gescholten, und jene, die mehr mit Rejlanders kommerzieller Arbeit vertraut waren, verdächtigten ihn, Prostituierte als billige Modelle benutzt zu haben. Aber der Vorwurf der „Indezenz“ schwand, als
Königin Victoria eine Kopie bestellte, um sie ihrem Gatten Prinz Albert zu schenken.
Trotz dieser königlichen Patronage führte die Kontroverse über The Two Ways of Life in Schottland 1858 zu einer Abspaltung einer großen Gruppe der „Photographic Society of Scotland“, und sie begründeten 1861 die „Edinburgh Photographic Society“. Sie drückten ihren Widerstand gegen das ausgestellte Foto aus, indem sie die Hälfte des Bildes verhüllten. Später wurde es ohne Zensur und Kritik  bei der „Birmingham Photographic Society“ ausgestellt.  1866 machte die „Photographic Society of Scotland“ einen Rückzieher und lud Rejlander anlässlich einer Ausstellung, die viele seiner Bilder zeigten, zu einem großen Festessen zu seinen Ehren ein.

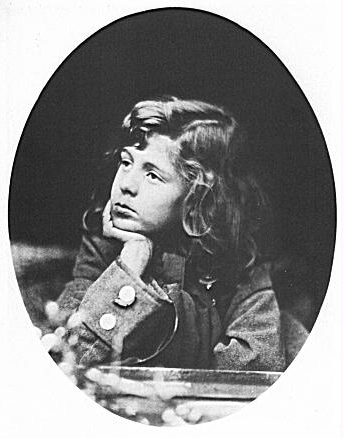
Fotografie des jungen Hallam Tennyson, um 1863

Der Erfolg von The Two Ways of Life und die Mitgliedschaft bei der Royal Photographic Society in London vermittelte Rejlander ein Entrée zur Londoner Gesellschaft. Er zog um 1862 mit seinem Studio in die Malden Road in London und machte weitere Experimente mit Fotomontagen, Fotomanipulation und Retusche. Er wurde ein führender Experte in fotografischer Technik, hielt Vorträge und publizierte. Seine Portfolios wurden im Buchhandel und durch Kunsthändler vertrieben. Als Fotomotive in London nahm er heimatlose Straßenkinder auf und drückte seinen sozialen Protest aus in Fotografien wie Poor Joe und Homeless.
Im Jahr 1862 heiratete Rejlander Mary Bull, die für 24 Jahre seine Geschäftspartnerin wurde. Mary war sein Modell in Wolverhampton gewesen, als sie 14 Jahre alt war.
Lewis Carroll besuchte Rejlanders Studio in der Malden Road im Jahr 1863, was ihn dazu inspirierte, ein eigenes Studio zu eröffnen. Um 1863 besuchte Rejlander die Isle of Wight und arbeitete mit der Fotografin Julia Margaret Cameron zusammen.

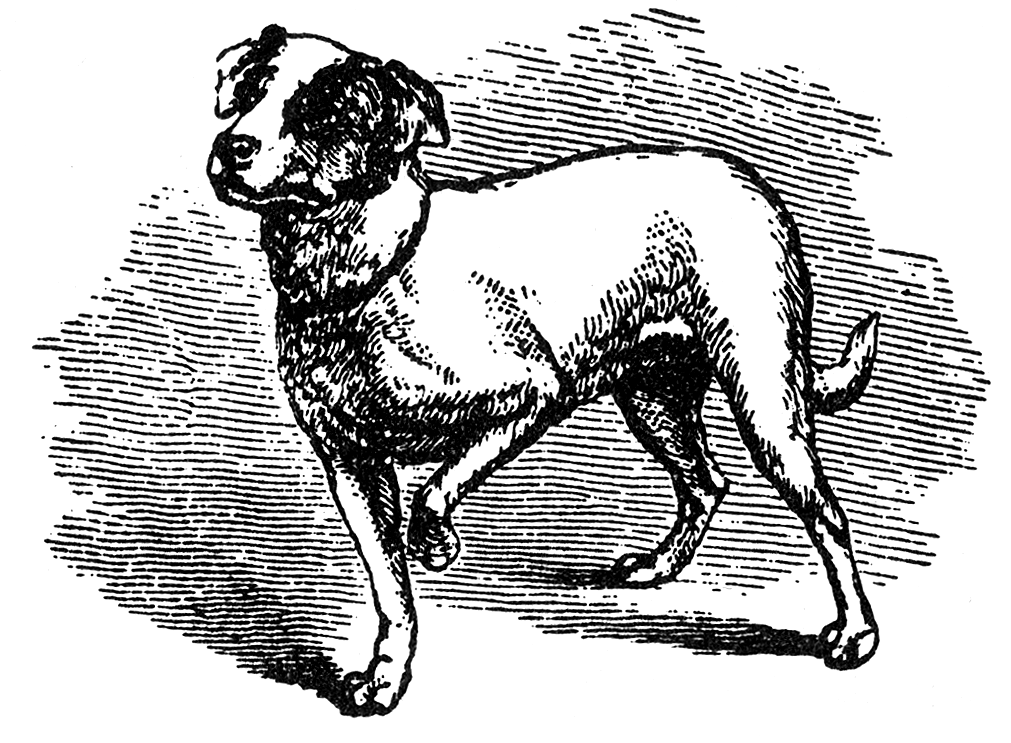
Abbildung aus The Expression of the Emotions in Man and Animals

Einige von Rejlanders Fotografien wurden von namhaften viktorianischen Malern, wie beispielsweise Lawrence Alma-Tadema, erworben und dienten als Vorlage für ihre Bilder. Im Jahr 1872 illustrierte er Darwins klassische Abhandlung The Expression of the Emotions in Man and Animals.
Im Jahr 1874 erkrankte er ernsthaft und starb 1875. Um seine Schulden und die Kosten des Begräbnisses zu verringern, übergab die „Edinburgh Photographic Society“ seiner Witwe Spenden und half mit, den „Rejlander Memorial Fund“ zu begründen.
Oscar Rejlanders Ideen und Techniken wurden von anderen Fotografen aufgenommen, und er wurde als  „Vater der Kunstfotografie“ angesehen.